# 二亚胺
|            |            |
|            |            |
| 顺式二亚胺 | 反式二亚胺 |

二氮烯或二亚胺（HN=NH）是一种无机化合物，为烯烃（包括多烯）和炔烃的氢化试剂。氢化是顺式加成，两个氢从一面加到不饱和键上，与金属催化的氢化反应选择性类似，因此该法适用于某些不适合用金属催化加氢的烯烃。
二亚胺有顺式和反式两种，但只有顺式的可以与烯烃反应。它可看作是最简单的偶氮化合物。
二亚胺可通过过氧化氢在铜盐存在下氧化肼（见下面的方程式）或磺酰肼与碱反应（比如用碳酸氢钠处理三异丙基苯磺酰肼）得到。生成的是顺式和反式的混合物，很不稳定，会很快分解为氮和氢。一般生成二亚胺后便使其在原位与烯烃反应。
{\displaystyle {\rm {H_{2}N-NH_{2}+H_{2}O_{2}\ {\xrightarrow {Cu^{2+}}}\ HN=NH+H_{2}O}}}